# ランダル・プランケット (第15代ダンセイニ男爵)
第15代ダンセイニ男爵ランダル・エドワード・プランケット（英語: Randall Edward Plunkett, 15th Baron of Dunsany、1804年9月5日 ローマ – 1852年4月7日 ダンセイニ城）は、イギリスの政治家、アイルランド貴族。1835年から1837年まで庶民院議員を、1850年から1852年までアイルランド貴族代表議員を務めた。

## 生涯
第14代ダンセイニ男爵エドワード・ワディング・プランケットと1人目の妻シャーロット・ルイーザ（Charlotte Louisa、旧姓ローレス（Lawless）、1769年1月21日 – 1818年6月10日、初代クロンカリー男爵ニコラス・ローレスの娘）の息子として、1804年9月5日にローマで生まれた。イートン・カレッジで教育を受けた後、1824年10月21日にオックスフォード大学クライスト・チャーチに入学、1833年にB.A.の学位を修得した。
1835年にドロヘダ選挙区の補欠選挙に出馬して落選したが、選挙申し立てを経て当選を宣告された。以降1837年まで庶民院議員を務めた。議会では保守党に所属した。
1848年12月11日に父が死去すると、ダンセイニ男爵位を継承した。1850年から1852年までアイルランド貴族代表議員を務めた。1850年11月2日、ミーズ県の副統監に任命された。
1852年4月7日にミーズ県のダンセイニ城で死去、弟エドワードが爵位を継承した。

## 家族
1838年12月29日、エリザベス・エヴリン（Elizabeth Evelyn、1875年4月2日没、リンドン・エヴリンの娘）と結婚したが、2人の間に子供はいなかった。